# Trevesia
Trevesia es un género de plantas con flores perteneciente a la familia Araliaceae. Comprende 10 especies, endémicas del sudoeste de Asia.

## Taxonomía
El género fue descrito por Roberto de Visiani y publicado en Giorn. Tosc. Sc. Med. Fis. e Nat. 1: 72. 1840. La especie tipo es: Trevesia palmata

## Especies
- Trevesia arborea
- Trevesia beccarii
- Trevesia burckii
- Trevesia lateospina
- Trevesia longipedicellata
- Trevesia palmata
- Trevesia sphaerocarpa
- Trevesia sundaica
- Trevesia tomentella
- Trevesia valida